# おごと温泉駅

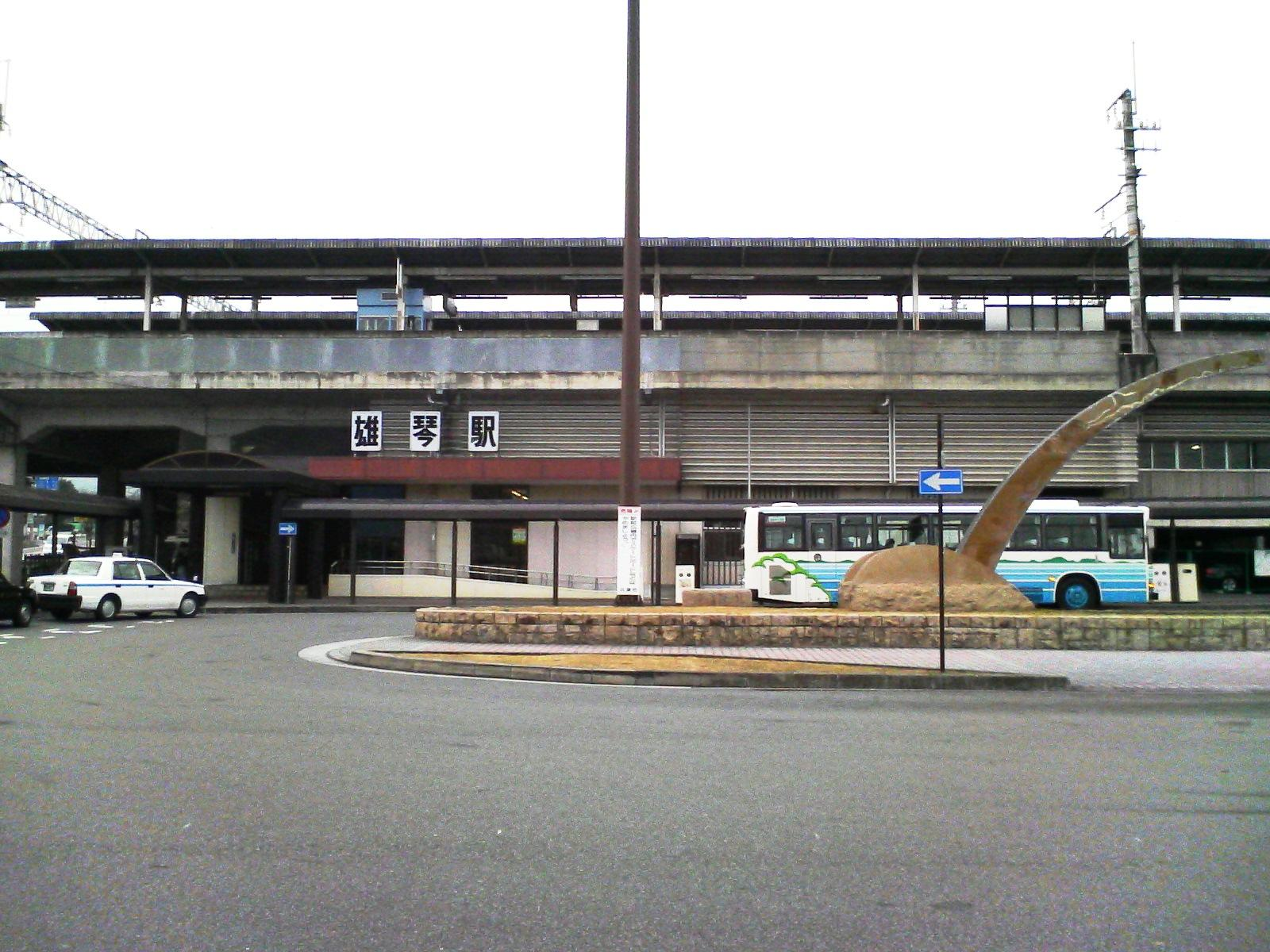
駅舎（改称前、2007年12月）

おごと温泉駅（おごとおんせんえき）は、滋賀県大津市雄琴北一丁目にある、西日本旅客鉄道（JR西日本）湖西線の駅である。駅番号はJR-B26。

## 概要
日本国有鉄道湖西線の全線開業と同時に、雄琴駅として開業した。この駅名は、小槻宿禰今雄が西暦9世紀後半頃に開発を始めたとされる当地が、彼らが演奏した琴に由来するとも言われる「雄琴」という地名によるものであった。ただし、大津市は駅名について江若鉄道の駅名であった「雄琴温泉」を要望していた。
この雄琴地区には、863年（貞観5年）に小槻宿禰今雄によって創建された法光寺の境内に霊泉があることが古くから知られていたが、大正時代に当地区の湧水が、ラジウム温泉に当たることが確認されたことから、1925年（大正14年）頃から急速に温泉地として発展し始めた。
ところが、1966年（昭和41年）に、風俗営業法が改正されたことを受けて、滋賀県が当地の一角をトルコ風呂の「禁止除外区域」に指定したことから、性風俗産業の進出が急増して歓楽街化が進み、1979年（昭和54年）には49軒の特殊浴場が立地するに至り、当地を訪れる客は男性客や団体旅行に偏ることになり、「雄琴」という地区の印象が大きく変化することになった。
こうした「雄琴＝歓楽街」という印象からの脱却を目指した温泉街は、女性や家族向けを意識した新たな旅館名へ変更するとともに建物の改装なども進め、さらに旅行会社や各種のメディアなども通じて印象の転換を図った。その一環として当駅の名称の変更を働きかけることになり、地元側が32,000人分の署名と要望書を集めて駅名変更を申し入れた。
2006年（平成18年）10月21日の新快速の敦賀駅への延長のダイヤ改正時に西大津駅の大津京駅への改称と合わせて行う方針を2005年（平成17年）9月、大津市長が大津市議会で表明し、経費を大津市が負担する方針を示したが、2006年（平成18年）1月に駅名変更を先送りすることになった。
その後、2007年（平成19年）2月19日に大津市が駅名変更費用を新年度予算に計上し、2008年（平成20年）3月15日のダイヤ改正時に当駅を「おごと温泉駅」へ改名した。
当駅の駅名改称を含めた、イメージ転換の戦略が功を奏し、2010年（平成22年）には宿泊客数が約44.9万人と、統計のある1989年（平成元年）以降で過去最高を記録した。

## 歴史
- 1974年（昭和49年）7月20日：日本国有鉄道湖西線の開通と同時に[14][15]、雄琴駅（おごとえき）として開業[3][4]。
- 1987年（昭和62年）4月1日：国鉄分割民営化に伴い、西日本旅客鉄道（JR西日本）の駅となる[14]。
- 1998年（平成10年）9月29日：自動改札機を設置し、供用開始[16]。
- 2003年（平成15年）11月1日：ICカード「ICOCA」の利用が可能となる[15]。
- 2006年（平成16年）12月21日：滋賀電車内駅構内連続強姦事件が発生。
- 2007年（平成19年）3月12日：バリアフリー化工事が完成[17]。エレベーター、電光掲示板の使用を開始。
- 2008年（平成20年）3月15日：おごと温泉駅に改称[1]。
- 2016年（平成28年）3月26日：ダイヤ改正に伴い、緩行線電車の乗り入れが廃止される[14]。
- 2018年（平成30年）3月17日：駅ナンバリングが導入され、使用を開始する[18]。
- 2020年（令和2年）
  - 1月31日：みどりの窓口の営業を終了[19]。
  - 2月1日：みどりの券売機プラスの利用を開始[19]。

## 駅構造

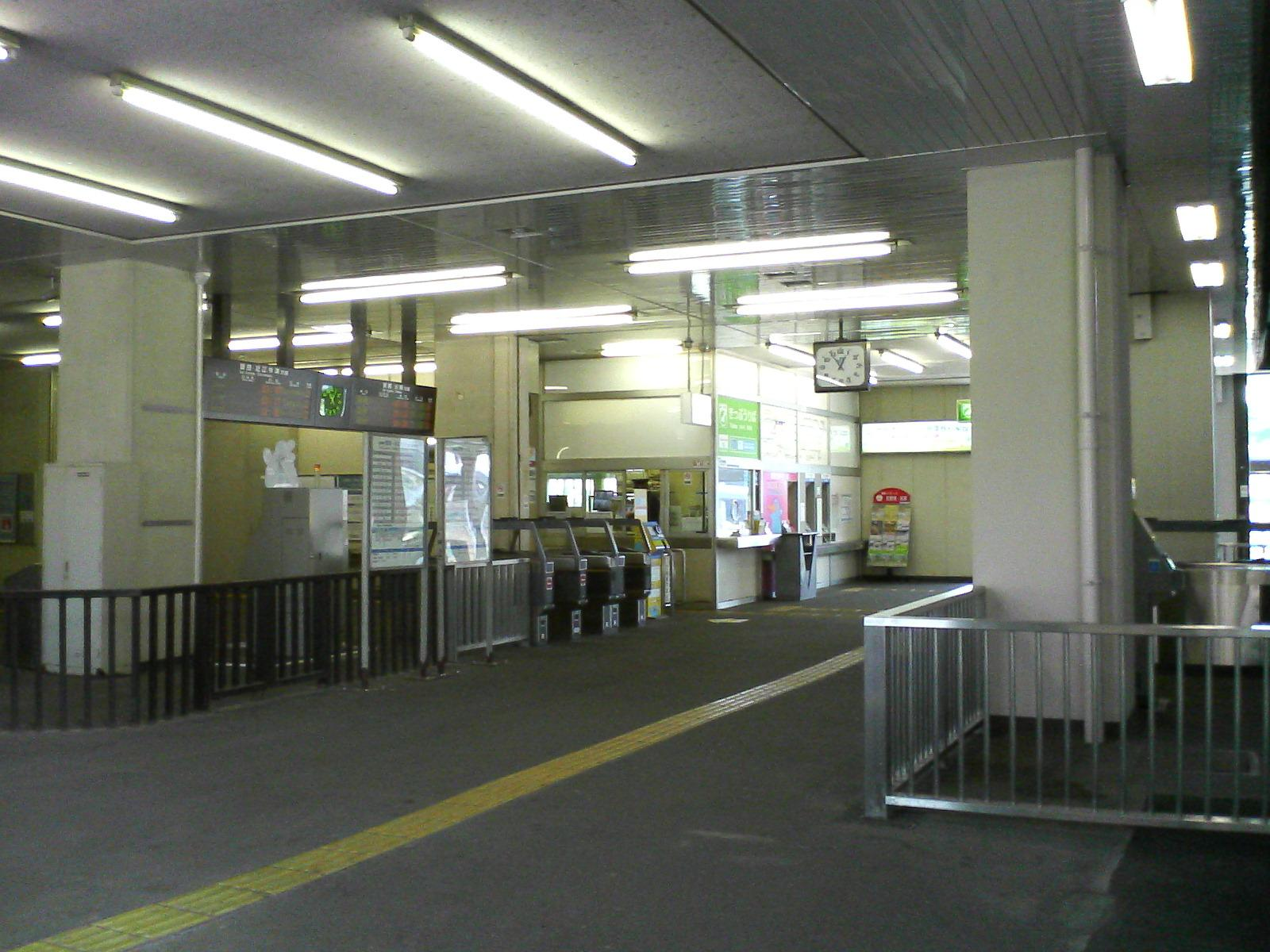
駅構内（2007年12月）

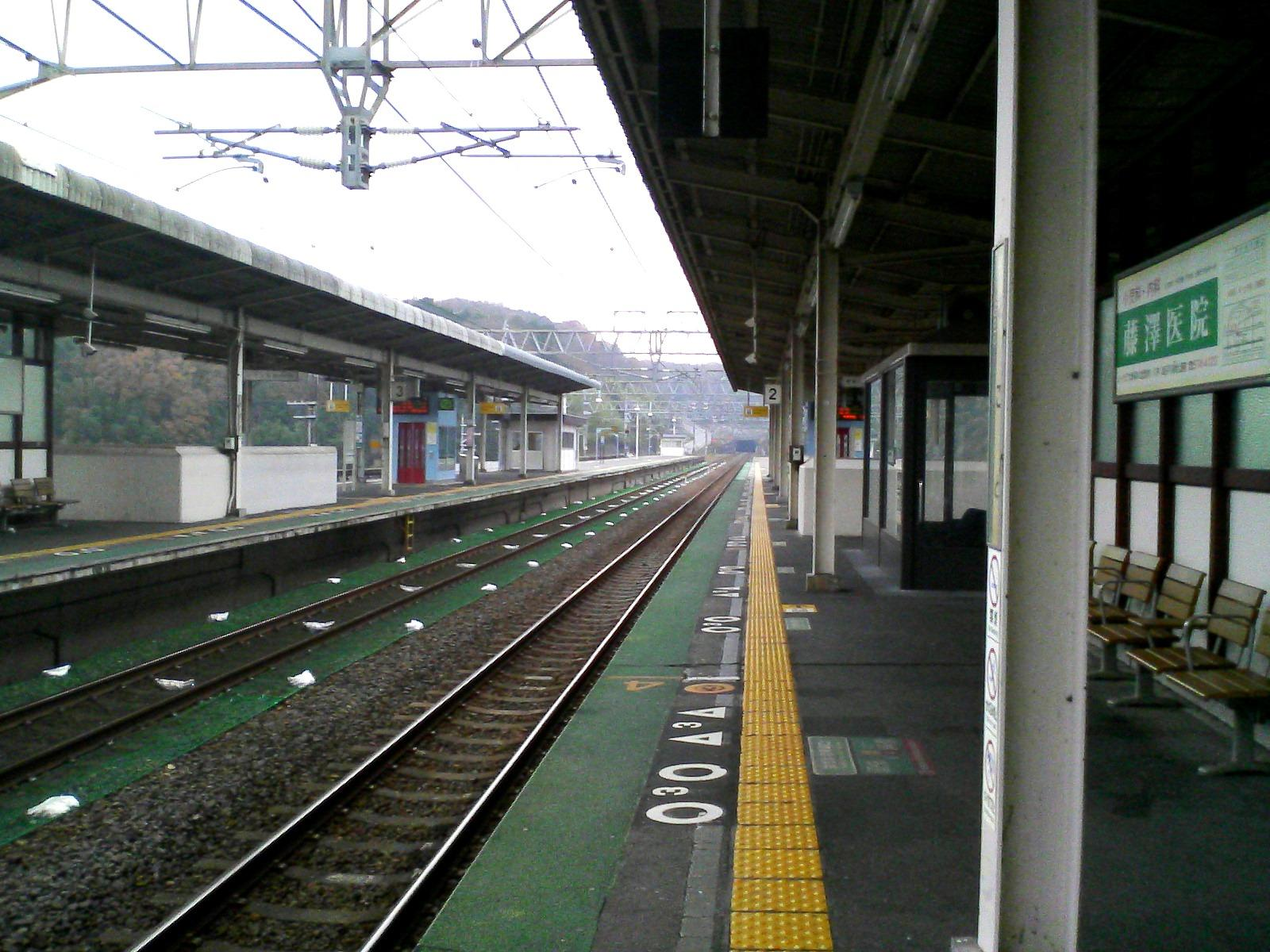
ホーム（2007年12月）

島式ホーム2面4線を有する高架駅である。自動改札が設置されておりICOCAが利用可能となっている（相互利用可能ICカードはICOCAの項を参照）。なお、ホーム有効長は12両である。
改札口は地上に2か所ある。各プラットホーム上には、待合室が1か所ずつ設置されている。
駅前には、西口に仰木太鼓の記念碑、東口に「琴のしらべ」と命名された噴水と「六角足湯」と命名された足湯が設置されている。
また、当駅の近江今津方面側には第四雄琴トンネル、京都方面側には第三雄琴トンネルがあり、駅の両側をトンネルではさまれている。

### のりば
| のりば | 路線   | 方向 | 行先               |
| ------ | ------ | ---- | ------------------ |
| 1・2   | 湖西線 | 下り | 堅田・近江今津方面 |
| 3・4   | 湖西線 | 上り | 山科・京都方面     |

- 内側2線（2・3番のりば）が本線、外側2線（1・4番のりば）が待避線である[20]。
- 外側2線（1・4番のりば）は貨物列車などが後続列車の発車・通過待ちを行うために停車することもある。

## 利用状況
「滋賀県統計書」によると、1日平均の乗車人員は以下の通りである。近年は増加が進み、新快速停車駅である比叡山坂本駅より多かった。JR西日本の移動等円滑化取組報告書によれば、2023年度の1日当たりの利用者数は10,826人。
| 年度   | 1日平均 乗車人員 | 出典        |
| ------ | ---------------- | ----------- |
| 1992年 | 3,602            | [ 統計 2 ]  |
| 1993年 | 3,995            | [ 統計 3 ]  |
| 1994年 | 4,211            | [ 統計 4 ]  |
| 1995年 | 4,465            | [ 統計 5 ]  |
| 1996年 | 4,514            | [ 統計 6 ]  |
| 1997年 | 4,593            | [ 統計 7 ]  |
| 1998年 | 4,734            | [ 統計 8 ]  |
| 1999年 | 4,895            | [ 統計 9 ]  |
| 2000年 | 5,165            | [ 統計 10 ] |
| 2001年 | 5,439            | [ 統計 11 ] |
| 2002年 | 5,540            | [ 統計 12 ] |
| 2003年 | 5,742            | [ 統計 13 ] |
| 2004年 | 5,944            | [ 統計 14 ] |
| 2005年 | 6,162            | [ 統計 15 ] |
| 2006年 | 6,341            | [ 統計 16 ] |
| 2007年 | 6,407            | [ 統計 17 ] |
| 2008年 | 6,452            | [ 統計 18 ] |
| 2009年 | 6,307            | [ 統計 19 ] |
| 2010年 | 6,417            | [ 統計 20 ] |
| 2011年 | 6,416            | [ 統計 21 ] |
| 2012年 | 6,515            | [ 統計 22 ] |
| 2013年 | 6,654            | [ 統計 23 ] |
| 2014年 | 6,463            | [ 統計 24 ] |
| 2015年 | 6,515            | [ 統計 25 ] |
| 2016年 | 6,459            | [ 統計 26 ] |
| 2017年 | 6,507            | [ 統計 27 ] |
| 2018年 | 6,529            | [ 統計 28 ] |
| 2019年 | 6,313            | [ 統計 29 ] |
| 2020年 | 4,889            | [ 統計 30 ] |
| 2021年 | 4,871            | [ 統計 31 ] |
| 2022年 | 5,222            | [ 統計 32 ] |

## 駅周辺
温泉街以外では、1991年（平成3年）1月29日に当駅周辺の区画整理事業が着工し、「湖都が丘」として1997年（平成9年）9月12日から宅地の分譲が行われたが、販売が伸び悩んだことから2002年度決算で大津市が約1.3億円の赤字を計上した。
- 成安造形大学
- 大谷大学湖西キャンパス
- 滋賀県立北大津高等学校
- 滋賀県立北大津養護学校
- 大津市立仰木中学校
- 大津市立仰木の里小学校
- 大津市立仰木の里東小学校
- 大津市立雄琴小学校
- 幸福の科学学園関西中学校・高等学校
- 仰木の里郵便局
- 大津市仰木の里支所
- 雄琴神社
- 雄琴温泉
- 湖西道路（国道161号）仰木雄琴インターチェンジ
- 滋賀県道315号仰木雄琴線
- 滋賀県道558号高島大津線（西近江路）

## バス路線
駅東口（びわ湖側）に江若交通の路線が乗り入れており、奥比叡ドライブバス（140系統のみ）と仰木の里線（140系統を除く各系統）の各路線が発着する。
なお、停留所名はおごと温泉駅の改称後も「雄琴駅」を名乗り続けていたが、2018年（平成30年）3月17日のダイヤ改正時に「おごと温泉駅」へ改称した。
| おごと温泉駅 | おごと温泉駅 | おごと温泉駅           | おごと温泉駅                                                   |
| 乗り場       | 運行事業者   | 系統または路線名・行先 | 備考                                                           |
| ------------ | ------------ | ---------------------- | -------------------------------------------------------------- |
| 1            | 江若交通     | 94：おごと温泉駅       | （外廻り右循環）                                               |
| 1            | 江若交通     | 97：おごと温泉駅       | （仰木の里団地循環）                                           |
| 1            | 江若交通     | 140：比叡山頂          | 朝1便のみ（春分の日から12月第1日曜の土曜・日曜・祝日に運行）   |
| 2            | 江若交通     | 92：おごと温泉駅       | （内廻り左循環）                                               |
| 2            | 江若交通     | 96：堅田駅西口         | （堅田仰木の里循環）                                           |
| 2            | 江若交通     | 140：堅田駅西口        | 夕方1便のみ（春分の日から12月第1日曜の土曜・日曜・祝日に運行） |

## 隣の駅
西日本旅客鉄道（JR西日本）
 湖西線
■新快速
通過
■快速・■普通
堅田駅 (JR-B25) - おごと温泉駅 (JR-B26) - 比叡山坂本駅 (JR-B27)

### 利用状況
1. 1 2  “移動等円滑化取組報告書（鉄道駅）（令和5年度）”.   西日本旅客鉄道. 2025年3月15日閲覧。
2. ↑  平成4年滋賀県統計書
3. ↑  平成5年滋賀県統計書
4. ↑  平成6年滋賀県統計書
5. ↑  平成7年滋賀県統計書
6. ↑  平成8年滋賀県統計書
7. ↑  平成9年滋賀県統計書
8. ↑  平成10年滋賀県統計書
9. ↑  平成11年滋賀県統計書
10. ↑  平成12年滋賀県統計書
11. ↑  平成13年滋賀県統計書
12. ↑  平成14年滋賀県統計書
13. ↑  平成15年滋賀県統計書
14. ↑  平成16年滋賀県統計書
15. ↑  平成17年滋賀県統計書
16. ↑  平成18年滋賀県統計書
17. ↑  平成19年滋賀県統計書
18. ↑  平成20年滋賀県統計書
19. ↑  平成21年滋賀県統計書
20. ↑  平成22年滋賀県統計書
21. ↑  平成23年滋賀県統計書
22. ↑  平成24年滋賀県統計書
23. ↑  平成25年滋賀県統計書
24. ↑  平成26年滋賀県統計書
25. ↑  平成27年滋賀県統計書
26. ↑  平成28年滋賀県統計書
27. ↑  平成29年滋賀県統計書
28. ↑  平成30年滋賀県統計書 (PDF)
29. ↑  令和元年滋賀県統計書 (PDF)
30. ↑  令和2年滋賀県統計書 (PDF)
31. ↑  令和3年滋賀県統計書 (PDF)
32. ↑  令和4年滋賀県統計書 (PDF)